# 組織單位
在葡語系國家及地區，組織單位（葡萄牙語：unidade orgânica）指一個實體的各個部門。常見的有：
- 廳（departamento）
- 處（divisão）
- 局（instituto）
- 科（secção）

## 高等教育
在高等教育中，組織單位可指大學的學院（faculdade）及學系（departamento），以及獨立的學院（instituto）及學校（escola）。